# Zamosze (Stare Masiewo)
Zamosze – kolonia wsi Stare Masiewo w Polsce, położona w województwie podlaskim, w powiecie hajnowskim, w gminie Narewka.
W latach 1975–1998 kolonia administracyjnie należała do województwa białostockiego.
W okresie II RP kolonia należała do gminy Masiewo.
W Zamoszu znajduje się siedziba administracji terenowej Obrębu Ochronnego Hwoźna Białowieskiego Parku Narodowego.
Przed II wojną światową kolonia, jako wieś, znajdowała się około 400 metrów na południowy zachód od obecnej lokalizacji. W lipcu 1941, w ramach akcji tzw. “oczyszczania Puszczy Białowieskiej” inspirowanej przez Hermanna Göringa, hitlerowcy wysiedlili mieszkańców Zamosza, a wieś zrównali z ziemią. Chodziło o utworzenie wokół Puszczy strefy niezamieszkanej, aby utrudnić działalność partyzantom. Ludność wysiedlona została kilkaset kilometrów na wschód. Po wojnie mieszkańcy Zamosza, którzy powrócili do Puszczy Białowieskiej, nie zdecydowali się na odbudowanie swoich domów. Dziś miejsce w którym wieś znajdowała się pierwotnie upamiętnia zespawany z szyn kolejki wąskotorowej krzyż, ustawiony przy drodze z Masiewa do Uroczyska Głuszec.
Wierni kościoła rzymskokatolickiego należą do parafii św. Jana Chrzciciela w Narewce.